# Verticale windtunnel

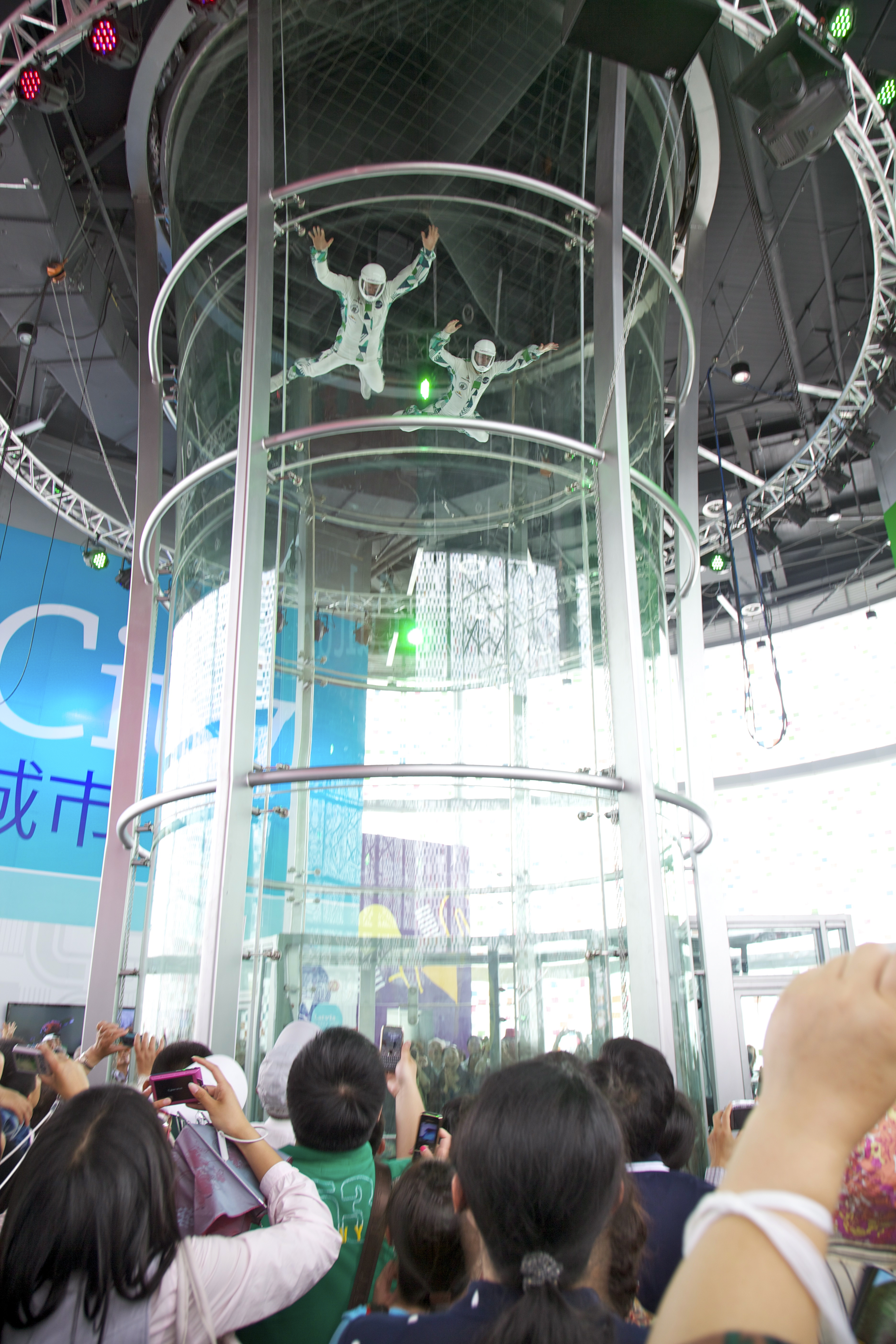
Verticale windtunnel van Aerodium op de World EXPO 2010 in Shanghai

Een verticale windtunnel is een windtunnel die lucht omhoog verplaatst in een verticale kolom. Het is een recreatieve windtunnel, vaak geadverteerd met namen als "indoor skydiving" of "bodyflight". Het wordt gebruikt als trainingsmiddel of alternatief voor echte skydiving.
In verticale windtunnels kunnen mensen vliegen in de lucht zonder vliegtuig of parachute, door de kracht van de wind. De lucht in de tunnel beweegt naar boven met snelheden tussen de 0 en 275 km/u. De eindsnelheid van een vallend mens ligt rond de 200km/u.